# Coro (architettura)

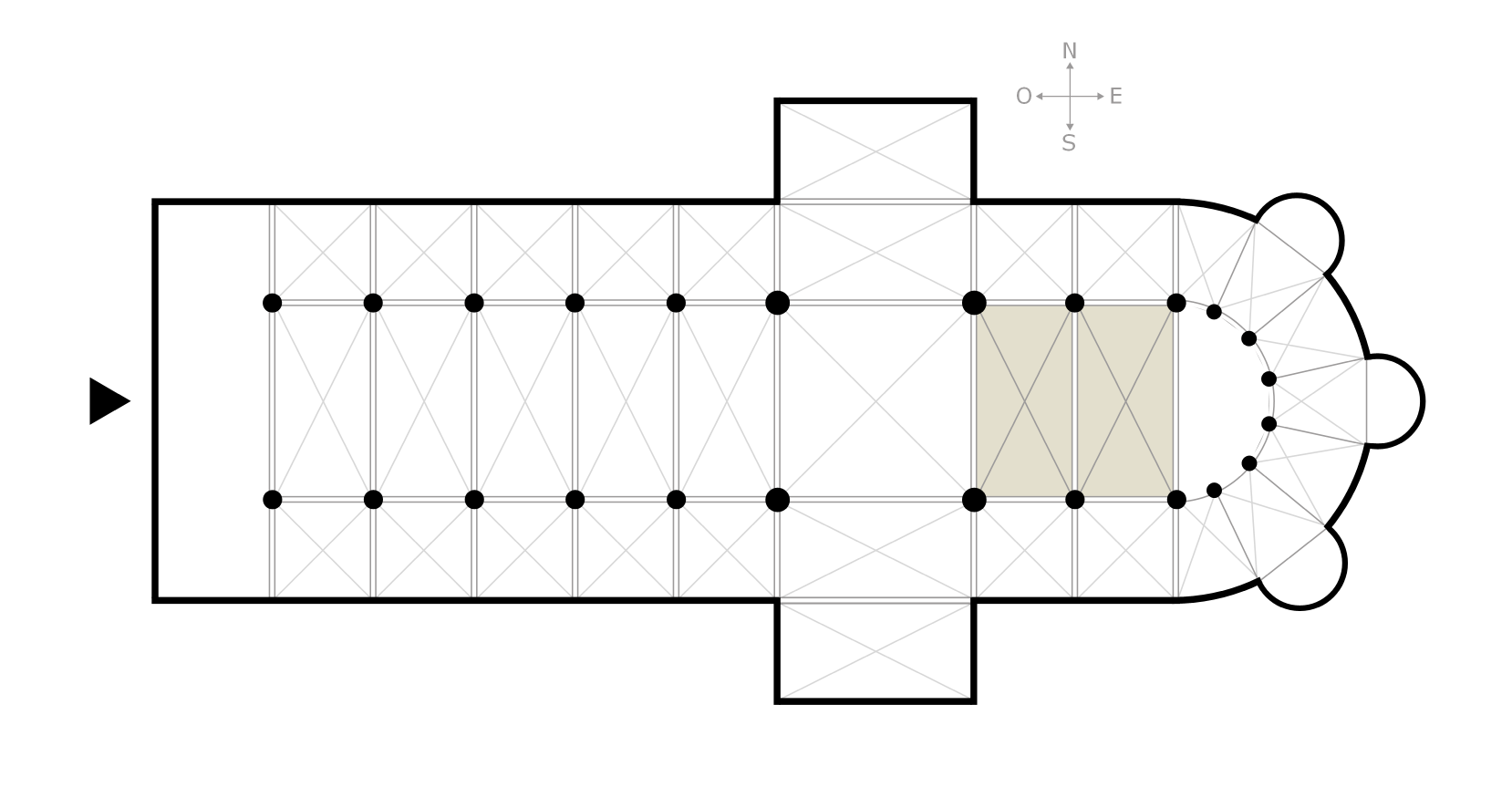
La parte del coro nella planimetria di una chiesa

Il coro nell'architettura cristiana è la zona della chiesa che originariamente era destinata ai cantori, e che successivamente è stata riservata ai prelati o comunque ai membri della comunità che officia la funzione religiosa. Fino al XIII secolo tale zona si trovava generalmente nella parte centrale della navata principale, ma dal Rinascimento in poi nel rispetto dei dettami del Concilio di Trento venne collocata nella zona absidale, e disposta posteriormente, attorno o ai lati dell'altare maggiore.

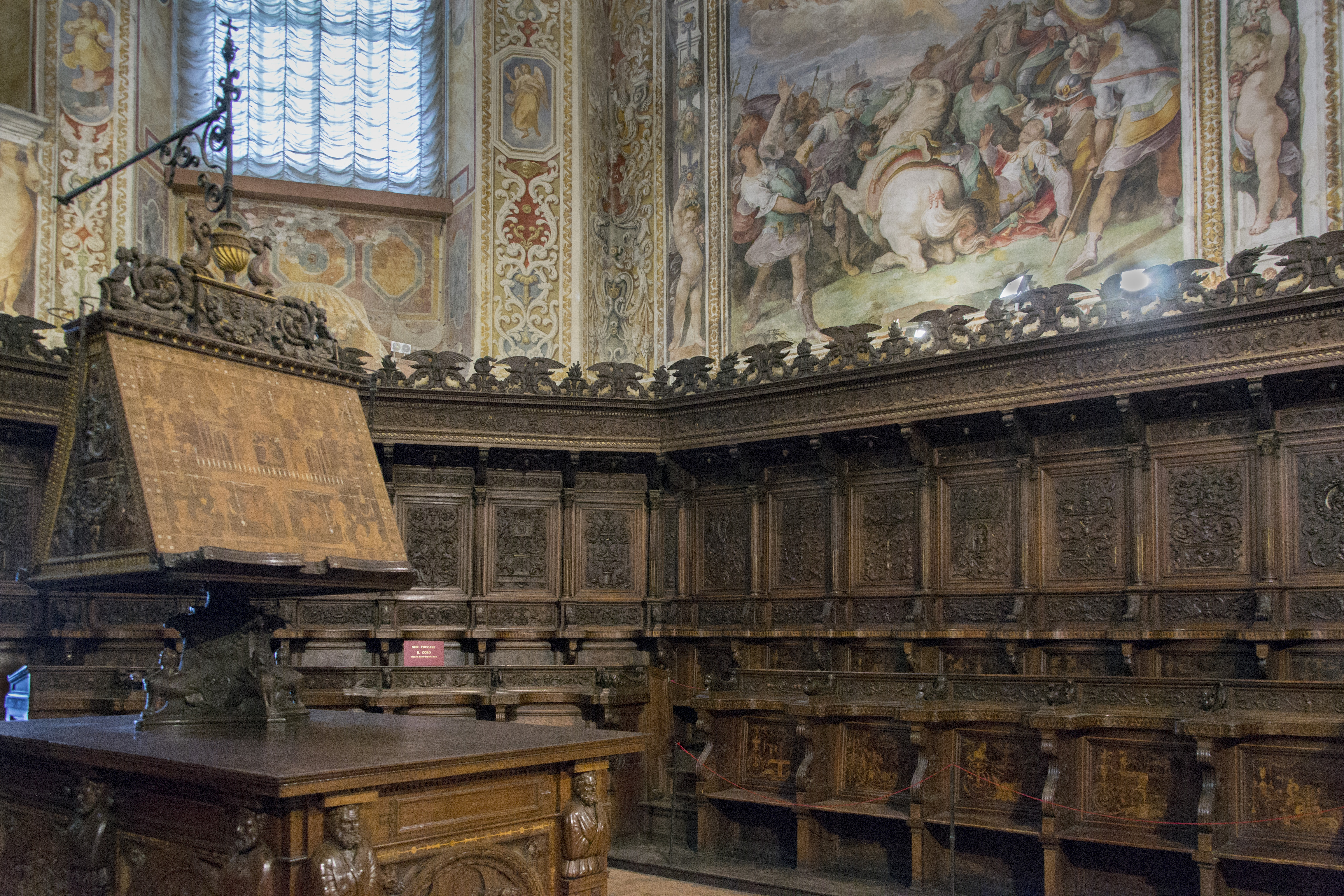
Coro dei monaci della Basilica di San Pietro (Perugia), posto in zona absidale
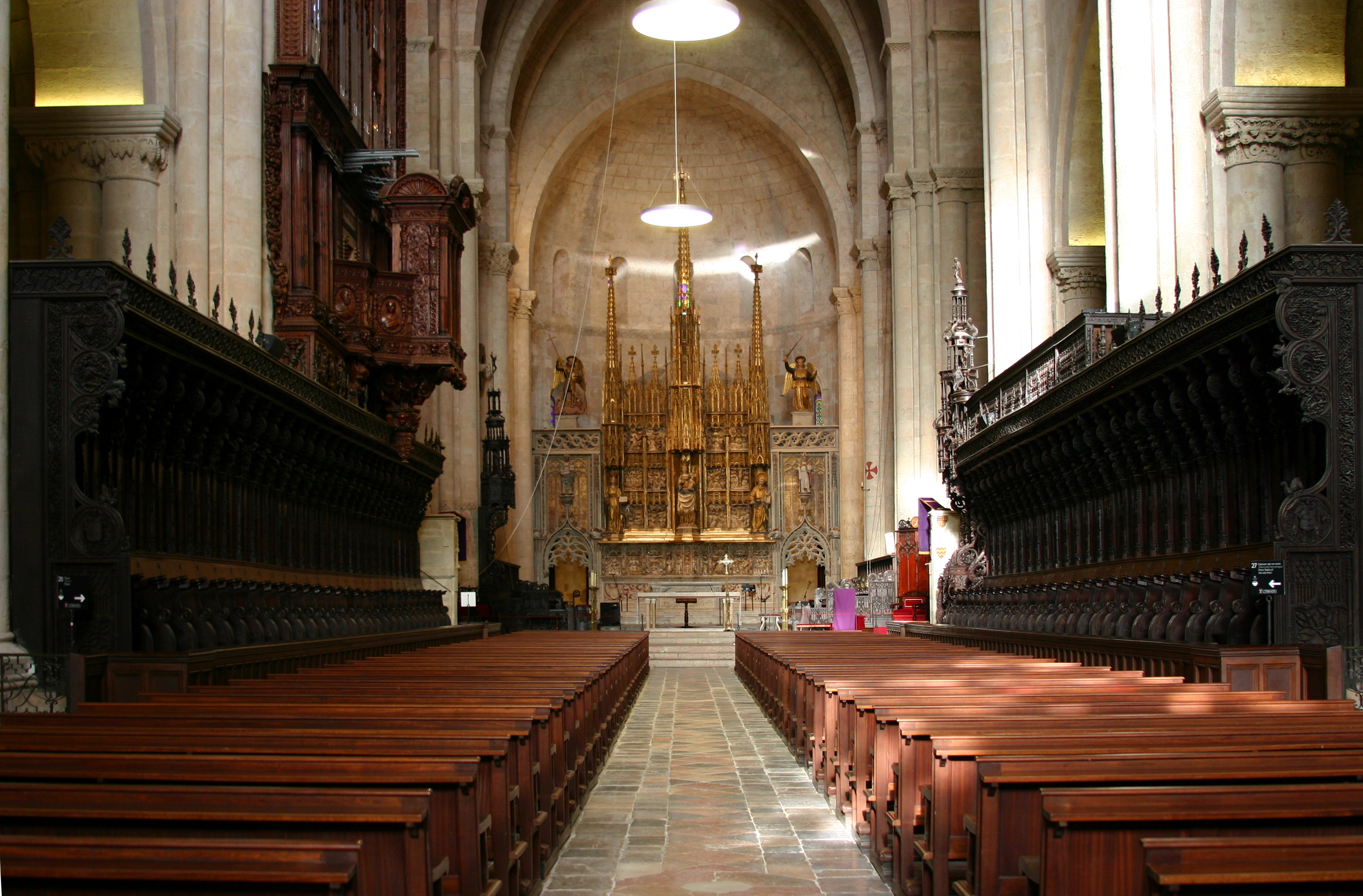
Coro della Cattedrale di Tarragona, posto nella navata centrale prima dell'altare maggiore